# Juhani Järvinen
Jouko Juhani Järvinen (* 9. Mai 1935 in Tuulos; † 31. Mai 1984 in Helsinki) war ein finnischer Eisschnellläufer.

## Werdegang
Järvinen wurde 1959 in Oslo Mehrkampfweltmeister. Bei der Europameisterschaft 1959 in Göteborg errang er die Silbermedaille. Sein bestes Ergebnis bei Olympischen Spielen war ein vierter Platz 1956 in Cortina d’Ampezzo.
Er lief 1959 einen Weltrekord über 1500 Meter von 2:06,3 Minuten. Dieser Rekord hielt sieben Jahre lang.
Järvinen führte den Adelskalender zwischen 1959 und 1960 mit Unterbrechung an.
Sein Sohn Timo ist als Trainer tätig und mit der ehemals für Österreich startenden Eisschnellläuferin Emese Hunyady verheiratet.